# Walter Davis junior
Walter Davis junior est un pianiste américain de jazz, né le 2 septembre 1932 et mort le 2 juin 1990.

## Biographie
Né à Richmond en Virginie, Davis à l'occasion de jouer lorsqu'il est adolescent avec le chanteur bebop Babs Gonzales et son groupe Three Bips and a Bop. Il s'installe à New York au début des années 1950 et à la suite d'un concert avec le saxophoniste Charlie Parker il se lie d'amitié avec les pianistes Bud Powell et Thelonious Monk qui vont beaucoup l'aider musicalement et avec qui il restera proche jusqu'à leurs morts. Davis joue en 1953 avec le batteur Max Roach avec qui il enregistre l'album The Max Roach Quartet, Featuring Hank Mobley sur le label Debut Records,. Davis rejoint l'orchestre de Dizzy Gillespie en 1956 et effectue une tournée dans le sud des États-Unis et au Moyen-Orient. Il effectue une tournée européenne avec le quintet du trompettiste Donald Byrd en 1958 et joue à ses côtés au club Le Chat Qui Pêche à Paris (Byrd in Paris). Il intègre l'année suivante les Jazz Messengers du batteur Art Blakey. Davis quitte ensuite la scène musicale pendant quelque temps afin de s'occuper d'une boutique de tailleur puis revient dans les années 1960 pour effectuer des enregistrements et des arrangements. En 1966 et en 1967 il enregistre deux albums pour le saxophoniste Sonny Criss puis un premier album de Archie Shepp en 1969 et part cette année-là étudier la musique en Inde. De retour il effectue une autre collaboration avec Archie Shepp sur l'album Attica Blues en 1972 ainsi qu'avec le saxophoniste ténor Sonny Rollins en 1973 puis rejoint à nouveau les Jazz Messenger en 1975. À propos de son style l'auteur et musicien Ian Carr écrit que « son jeu bien développé a montré une aptitude à mélanger les exigences du jazz-modal avec le feu dégagé par le style bebop de Powell ».
Il est aussi l'un des pianistes présents sur la bande son du film Bird (1987) de Clint Eastwood.

## Discographie
En leader
| Enregistrement | Label              | Nom de l'album          | Notes                       |
| -------------- | ------------------ | ----------------------- | --------------------------- |
| 1959           | Blue Note          | Davis Cup               |                             |
| 1977           | Denon Records      | Illumination            |                             |
| 1979           | RED                | Blues Walk              |                             |
| 1979           | Denon Records      | Night Song              |                             |
| 1979           | Owl                | 400 Years Ago, Tomorrow |                             |
| 1981           | Paris Jazz Corner  | Live au Dreher          | Album enregistré en public. |
| 1987           | Mapleshade Records | In Walked Thelonious    |                             |
| 1989           | Steeplechase       | Scorpio Rising          |                             |

Collaborations (partielle)
| Leader                           | Label                | Sortie | Nom de l'album              |
| -------------------------------- | -------------------- | ------ | --------------------------- |
| Donald Byrd                      | Gitanes Jazz Product | 1958   | Byrd in Paris               |
| Jackie McLean                    | Blue Note            | 1959   | New Soil                    |
| Donald Byrd                      | Blue Note            | 1959   | Byrd in Hand                |
| Art Blakey & the Jazz Messengers | EmArcy               | 1959   | Paris Jam Session           |
| Art Blakey                       | Blue Note            | 1961   | Roots & Herbs               |
| Jackie McLean                    | Blue Note            | 1962   | Let Freedom Ring            |
| Jackie McLean                    | Blue Note            | 1963   | Vertigo                     |
| Sonny Criss                      | Prestige             | 1966   | This Is Criss!              |
| Sonny Criss                      | Prestige             | 1967   | Portrait of Sonny Criss     |
| Archie Shepp                     | Impulse!             | 1969   | The Way Ahead               |
| Archie Shepp                     | Impulse!             | 1972   | Attica Blues                |
| Sonny Rollins                    | Milestone            | 1973   | Horn Culture                |
| Sonny Stitt                      | Savoy Jazz           | 1982   | Last Stitt Sessions, Vol. 2 |